# Гребешкова, Нина Павловна
Ни́на Па́вловна Гребешко́ва (29 ноября 1930, Москва, СССР — 10 мая 2025, Москва, Россия) — советская и российская киноактриса; заслуженная артистка Российской Федерации (2001).
Супруга кинорежиссёра, народного артиста СССР Леонида Гайдая.

## Биография
Родилась 29 ноября 1930 года в Москве.
Отец — Павел Александрович Гребешков, работал маляром; мать — Екатерина Ивановна Гребешкова, была портнихой. Когда началась война, отец ушёл на фронт, а Нина с мамой и двумя братьями Николаем и Валентином уехала в эвакуацию в Пензенскую область.
Девочке повезло с педагогами — её учили преподаватели Фрунзенской академии. Сама Нина мечтала стать учителем. Вмешался случай. В десятом классе она пришла на день рождения к подруге и разговорилась с её отцом, поэтом Владимиром Луговским. Он рассказал Гребешковой о профессии актрисы и предложил ей попробовать себя в этой роли.
В кино начала сниматься ещё будучи студенткой института; дебютом стала эпизодическая роль в фильме «Смелые люди» (1950).
В 1954 году окончила ВГИК (мастерская Владимира Белокурова). В этом же году снялась у Ивана Пырьева в картине «Испытание верности».
С 1954 по 1990 год была актрисой Театра-студии киноактёра.

Нина Гребешкова в роли Надежды Ивановны Горбунковой в фильме «Бриллиантовая рука»

В основном известна ролями второго плана в кинокартинах режиссёра Леонида Гайдая: врач психиатрической больницы в фильме «Кавказская пленница, или Новые приключения Шурика» (1966), Надежда Ивановна Горбункова (жена главного героя фильма — Семёна Семёновича Горбункова) в фильме «Бриллиантовая рука» (1968), Мусик и царица Тамара в фильме «12 стульев» (1971), Анна Горбушкина в первой новелле фильма «Не может быть!» (1975), тётя Клава в фильме «Спортлото-82» (1982).
Комедия «На Дерибасовской хорошая погода, или На Брайтон-Бич опять идут дожди» (1992) была последней совместной работой супругов, при этом артистка появилась на экране эпизодически, а в титрах картины не было даже указано её имя.
Несколько раз снималась в фильмах Георгия Данелии — «Слёзы капали» (1982), «Настя» (1993), «Орёл и решка» (1995). Также снималась в фильме «Француз» (1988), режиссёром которого была супруга Георгия Данелии Галина Юркова.
В конце XX века и начале XXI века появилась в эпизодах в нескольких фильмах Николая Лебедева — «Поклонник» (1999), «Фонограмма страсти» (2009), «Легенда № 17» (2013), «Экипаж» (2016).
В год своего 90-летия Гребешкова появилась в актёрском составе драматического телесериала «Содержанки-2» (2020), исполнив роль бабушки.
За долгие годы творческой деятельности сыграла более восьмидесяти ролей в фильмах.
Была членом Союза кинематографистов Российской Федерации.
Скончалась 10 мая 2025 года на 95-м году жизни в Москве. По данным СМИ, причиной смерти стала острая сердечная недостаточность. По утверждению семьи, смерть наступила из-за преклонного возраста. Похоронена на Кунцевском кладбище рядом с мужем.

### Семья
Муж — Леонид Гайдай (1923—1993), кинорежиссёр, сценарист, народный артист СССР (1989). Вместе прожили 40 лет.
Дочь — Оксана Гайдай (род. 1957), экономист.
Внучка — Ольга Худякова, экономист.

## Фильмография
| Год       |     | Название                                                             | Роль                                                           |
| --------- | --- | -------------------------------------------------------------------- | -------------------------------------------------------------- |
| 1950      | ф   | Смелые люди                                                          | девочка с куклой (эпизод, нет в титрах)                        |
| 1953      | ф   | Честь товарища                                                       | Галя                                                           |
| 1953      | кор | Сеанс гипноза                                                        | Имя персонажа не указано                                       |
| 1954      | ф   | Испытание верности                                                   | Варя Лутонина                                                  |
| 1957      | ф   | Звёздный мальчик                                                     | дочь дровосека                                                 |
| 1957      | ф   | Ботагоз                                                              | Лиза                                                           |
| 1959      | ф   | Муму                                                                 | Татьяна                                                        |
| 1959      | ф   | Девочка ищет отца                                                    | внучка Прасковьи (эпизод)                                      |
| 1960      | ф   | Нормандия — Неман                                                    | снималась                                                      |
| 1960      | ф   | Трижды воскресший                                                    | Зоя Николаевна, директор школы                                 |
| 1961      | ф   | Жизнь сначала                                                        | Катя                                                           |
| 1963      | ф   | Слепая птица                                                         | проводница (эпизод)                                            |
| 1964      | ф   | Приключения Толи Клюквина                                            | мама Славы                                                     |
| 1964      | ф   | Сказка о потерянном времени                                          | Марья Сергеевна, учительница 3-Б класса (эпизод)               |
| 1967      | ф   | Кавказская пленница, или Новые приключения Шурика                    | врач психиатрической больницы (эпизод)                         |
| 1968      | ф   | Бриллиантовая рука                                                   | Надежда Ивановна Горбункова, жена Семёна Семёновича Горбункова |
| 1968      | ф   | Пробуждение                                                          | мама Алки                                                      |
| 1968      | ф   | Доживём до понедельника                                              | Аллочка, учительница химии                                     |
| 1971      | ф   | 12 стульев                                                           | Мусик / царица Тамара                                          |
| 1975      | ф   | Не может быть!                                                       | Анна, жена Горбушкина                                          |
| 1976      | ф   | Дни хирурга Мишкина                                                  | Наталья Максимовна                                             |
| 1977      | ф   | Гармония                                                             | Баранова                                                       |
| 1978      | ф   | Живите в радости                                                     | секретарша Куманькова (эпизод)                                 |
| 1980      | ф   | За спичками                                                          | жена Хювяринена                                                |
| 1982      | ф   | Слёзы капали                                                         | Галкина                                                        |
| 1982      | ф   | Спортлото-82                                                         | Клавдия Антоновна (тётя Клава)                                 |
| 1984      | ф   | Любочка                                                              | Имя персонажа не указано                                       |
| 1984      | тф  | Неизвестный солдат (серия № 2)                                       | мама Славика                                                   |
| 1985      | ф   | Опасно для жизни!                                                    | Зинаида Петровна Степанова                                     |
| 1987      | ф   | Цвет корриды                                                         | Имя персонажа не указано                                       |
| 1988      | ф   | Француз                                                              | учительница истории                                            |
| 1989      | ф   | Частный детектив, или Операция «Кооперация»                          | Анна Петровна, жена Пухова и мама журналистки Леночки          |
| 1990      | с   | Ералаш                                                               | бабушка (выпуск № 78, сюжет «Книголюб»)                        |
| 1992      | ф   | На Дерибасовской хорошая погода, или На Брайтон-Бич опять идут дожди | прохожая на Брайтон-Бич (не указана в титрах)                  |
| 1993      | ф   | Настя                                                                | секретарь Тетерина                                             |
| 1995      | ф   | Орёл и решка                                                         | больная                                                        |
| 1998      | кор | Дар божий                                                            | Имя персонажа не указано                                       |
| 1999      | кор | У бога мёртвых нет                                                   | Имя персонажа не указано                                       |
| 1999      | ф   | Поклонник                                                            | лже-бабушка                                                    |
| 2001      | ф   | Лавина                                                               | мачеха Месяцева                                                |
| 2001      | с   | Нина (серии № 2, 3, 5)                                               | мама Нины                                                      |
| 2002      | с   | Медики                                                               | Инесса Андреевна                                               |
| 2002      | с   | Каменская 2                                                          | больная в корсете                                              |
| 2003      | ф   | Железнодорожный романс                                               | мать Веры                                                      |
| 2003—2004 | с   | Даша Васильева. Любительница частного сыска 2: Жена моего мужа       | Римма Борисовна                                                |
| 2004      | с   | Москва смеётся                                                       | Имя персонажа не указано                                       |
| 2004      | с   | Странствия и невероятные приключения одной любви                     | соседка Веры                                                   |
| 2004      | с   | Виола Тараканова. В мире преступных страстей                         | Имя персонажа не указано                                       |
| 2008      | ф   | Фото моей девушки                                                    | тётя Таня, жена дяди Саши (Александра Ивановича)               |
| 2009      | ф   | Фонограмма страсти                                                   | соседка Адама                                                  |
| 2013      | ф   | Легенда № 17                                                         | баба Саша                                                      |
| 2016      | ф   | Экипаж                                                               | пассажирка бизнес-класса                                       |
| 2016      | док | Нина Гребешкова. Я без тебя пропаду                                  | камео                                                          |
| 2020      | с   | Содержанки 2                                                         | бабушка на скамейке у парадной (эпизод)                        |

## Озвучивание
- 1962 — Гангстеры и филантропы
- 1963 — Приключения Питкина в больнице — сестра Хаскел
- 1963 — Морской кот
- 1964 — Закон и кулак — Зоська
- 1964 — Золотой гусь — Грет
- 1965 — Разиня — Урсула
- 1965 — Верная Рука — друг индейцев — Юдит
- 1971 — Оцеола: Правая рука возмездия — Глэдис Рэйнс
- 1972 — Анатомия любви — Ева

## Награды
- Заслуженный артист Российской Федерации (2001) — за заслуги в области искусства[20]

## Комментарии
1. ↑  В некоторых источниках информации (СМИ) сообщается год рождения дочери (1957)[6], однако в статье информационного агентства ТАСС указан другой год рождения (1958)[5].